# 人生 (瀧勝の曲)
「人生」（じんせい）は、瀧勝のシングル。
1991年8月23日にSony Records／トレフォートよりリリースされた。

## 内容
電気グルーヴのピエール瀧とは別人（という設定）の演歌歌手「瀧勝」（たき まさる）のシングルで、ドリルキングレーベル第一弾。友人であるピエール瀧が作詞、石野卓球が作曲を担当。北島三郎の「与作」や、吉幾三の「酒よ」、中村美律子の「河内おとこ節」など、演歌を中心に数々のヒット曲を手掛ける編曲家・池多孝春によるド演歌のアレンジが施されている。カップリングには師匠でプロデューサーのビーグル犬「犬先生」によるリミックスを収録。
1995年2月6日にハードフロアによるリミックス「人生 (Hardfloor Remix)」を12インチシングルとして発表。なお、アルバム『DRILL KING ANTHOLOGY』に収録されているバージョンでは「おはよう朝日です」に出演した際の生音が冒頭に挿入されている。
シングルパッケージ内側・歌詞部分下に「絶賛発売中止」と書いてあるアルバム『野球選手だった』の嘘広告の写真は、KANのアルバム『野球選手が夢だった。』のジャケットのパロディーとなっている。これは、当時マネージャーであった後藤伸一がKANに似ているということから。

## プロモーション
大阪の通天閣にキャンペーンで訪れた際には朝日放送『おはよう朝日です』にも出演した。取材等では本物の演歌歌手として扱われる事もしばしばあった。TBSラジオの『歌うヘッドライト』でも普通の演歌として扱われて流れた。「最終的にはあまり売れなかったために瀧勝は犬先生に噛まれて喉から血を出して死亡。生前ははちみつを好んで摂取していたので、死体からはほんのり甘い香りがした」ということになっている。

## 収録曲
- 全作詞：ピエール瀧／作曲：石野卓球

1. 人生
  - 編曲：池多孝春
2. 人生 (Bring me honey mix)
  - Remixed by 犬
3. 人生（オリジナル・カラオケ）